# Mátyás Király Gimnázium
A fonyódi Mátyás Király Gimnáziumot 1961-ben alapították (akkor Fonyódi Általános Gimnázium néven). A tanítás először a mai kesztyűgyár épületében indult kettő második, és három első osztállyal. 1963-ra készült el a jelenlegi épület, ami azonban akkor még jóval kisebb és jelentéktelenebb volt. 1986 és 1989 között bővítették ki Salamin Ferenc tervei alapján az iskolát, ekkor nyerte el mai formáját.
Fonyód a Balaton déli partjának egyik csomópontja, így a gimnázium helyének kiválasztásánál ezt vették figyelembe. Az intézmény vonzáskörzete méretéhez képest viszonylag nagy, körülbelül a Zamárdi - Balatonszentgyörgy - Somogyvár háromszöget fedi le.

## Az iskolaépület

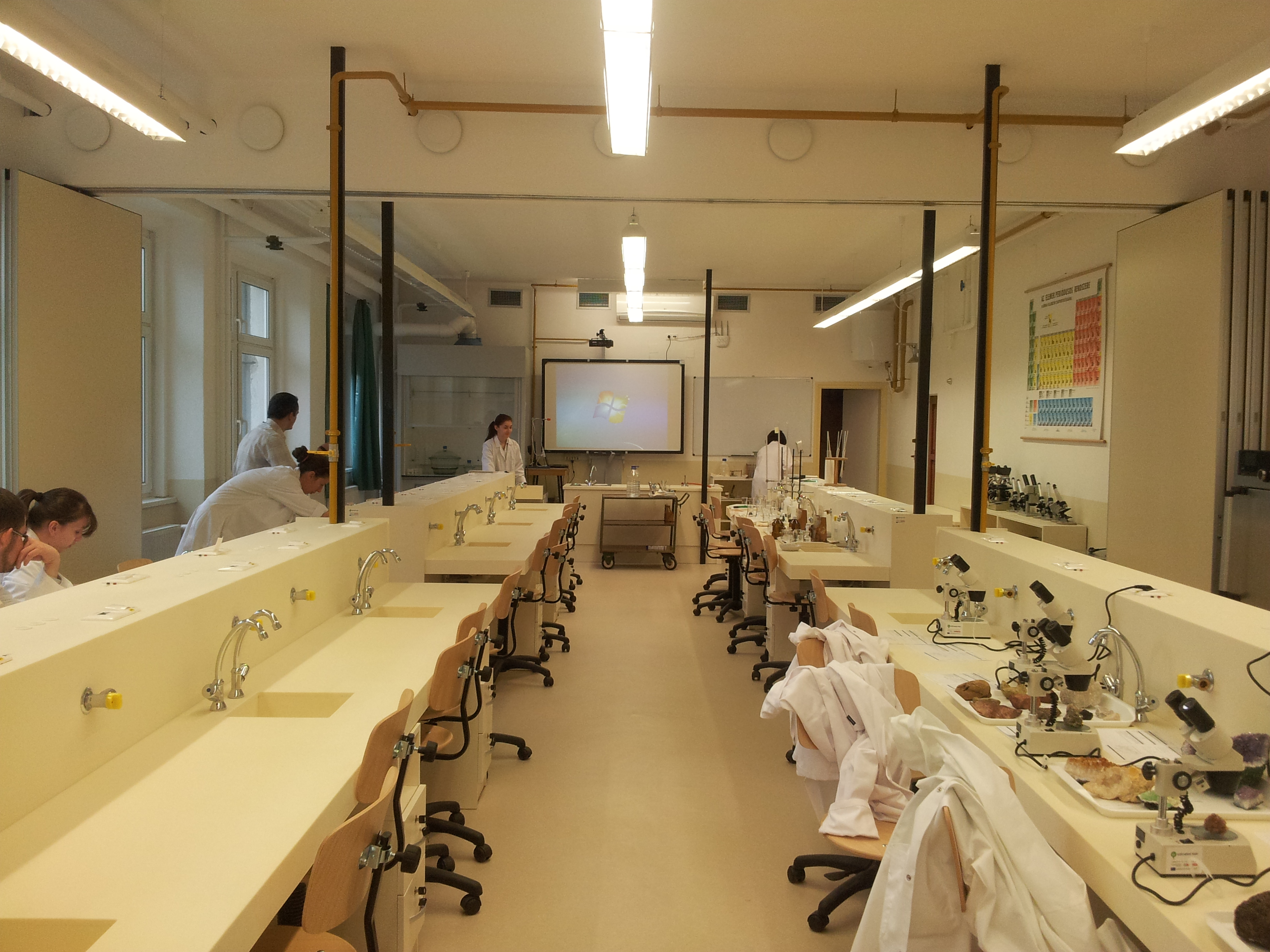
Természettudományos labor

Az 1963-ban átadott iskolaépületet 1986-ra kinőtte az intézmény. Az 1989-ig tartó felújítás és bővítés részeként készült el a harmadik emelet és az ebédlő fölé épült félemelet, valamint az aula. A tanítás a munkálatok ideje alatt is folytatódott; részben az iskolában részben pedig a kollégiumban. A jelenlegi épületben 19 (+2) tanterem, az ezekhez tartozó szertárak, egy tágas aula, 2013-ban felújított korszerű ebédlő, uszoda, tornaterem, konditerem, tanári szoba és irodák találhatóak.
A tantermek között találunk kettő felújított számítástechnika-termet és nyelvi laboratóriumot is. 2014. április 4-én adták át az Új Széchenyi Terv keretében kialakított természettudományos laboratóriumot az iskolában, amely több tanterem és egyéb helyiségek összenyitásából keletkezett. A projekthez kapcsolódóan több kisebb-nagyobb átalakítás érte az épületet. A gimnáziumhoz vízitelep is tartozik, ahol a tanulóknak úszásra, vitorlázásra, és kajak-kenura van lehetőségük.

## Az intézmény nevének változása
- 1961–1968: Fonyódi Általános Gimnázium
- 1968–1978: Karikás Frigyes Gimnázium
- 1978–1990: Karikás Frigyes Gimnázium és Postaforgalmi Szakközépiskola
- 1990–2008: Mátyás Király Gimnázium és Postaforgalmi Szakközépiskola
- 2008–2011: Somogy Megyei Önkormányzat Mátyás Király Gimnáziuma
- 2012: Somogy Megyei Mátyás Király Gimnázium
- 2013 óta: Mátyás Király Gimnázium

A "Mátyás Király" nevet az 1990/91-es tanévben vette fel az iskola, így fejezve ki a tiszteletet "az igazságos Hunyadi Mátyás" iránt. Az új névről tanulói szavazás döntött.

## Igazgatók
- Fáró József (1961–1963)
- Horváth László (1963–1972)
- Dr. Havranek László (1972–1982)
- Bálint Lehel (1982–1994)
- Bántó Zsuzsanna (1994–2019)
- Szilasi Gábor (2019–) (megbízott igazgató)

## Versenyeredmények
Az intézmény több rangos versenyen is képviselteti diákjait, melyeken az iskola régóta szép eredményekkel szerepel, ezzel öregbítve nevét. Nagy sikerként könyvelte el például a gimnázium a 2011-ben először megrendezett, Somogy megyei középiskolák számára kiírt "Aludj máskor!" elnevezésű 24 órás csapatversenyen szerzett első helyet. Ezen a versenyen 2012-ben második helyezést ért el az iskola csapata, 2013-ban és 2018-ban pedig ismét a képzeletbeli dobogó legfelső fokára állhatott a "Fekete Sereg".
| Versenyeredmények, 2013–2014. tanév                     | Versenyeredmények, 2013–2014. tanév | Versenyeredmények, 2013–2014. tanév | Versenyeredmények, 2013–2014. tanév | Versenyeredmények, 2013–2014. tanév |
| Verseny                                                 | Eredmény                            | Név | Osztály                             | Felkészítő tanár                    |
| ------------------------------------------------------- | ----------------------------------- | --- | ----------------------------------- | ----------------------------------- |
| OKTV                                                    |                                     | |                                     |                                     |
| Történelem                                              | Második fordulóba jutott.           | Bek Gergő | 12.D                                | Szekeres Attila                     |
| Művészettörténet                                        | Döntőbe jutott, 13. hely            | Vajda Emília | 12.B                                | Lengyel Zsüliett                    |
| Biológia                                                | Második fordulóba jutott.           | Szalay Eszter | 11.C                                | Fejes Anikó                         |
|                                                         | Második fordulóba jutott.           | Hegyi Virág Debóra | 12.C                                | Fejes Anikó                         |
|                                                         | Második fordulóba jutott.           | Kispéter Enikő | 12.C                                | Fejes Anikó                         |
| Kémia                                                   | Második fordulóba jutott.           | Hegyi Virág Debóra | 12.C                                | Feketéné Györe Szilvia              |
| Matematika                                              | Második fordulóba jutott.           | Gergye Árpád | 12.C                                | Göncz Attila                        |
| Mikola Sándor Tehetségkutató Fizikaverseny              | Országos 14. hely                   | Iván Balázs | 9.C                                 | Horváth István                      |
|                                                         | Második fordulóba jutott.           | Szalay Szabolcs | 10.C                                | Kozák Attila                        |
| Fodor József Országos Biológiaverseny                   | 1. hely                             | Szalay Eszter | 11.C                                | Fejes Anikó                         |
| "Gondolkodj ökösan" országos természettudományi verseny | 1. hely                             | Szalay Eszter | 11.C                                | Fejes Anikó Feketéné Györe Szilvia  |
|                                                         | 2. hely                             | Sinka Boglárka | 11.C                                | Fejes Anikó Feketéné Györe Szilvia  |
|                                                         | 4. hely                             | Kanik Edina | 11.C                                | Fejes Anikó Feketéné Györe Szilvia  |
| Helikon                                                 |                                     | |                                     |                                     |
| Komolyzene-hangszerszóló                                | Arany minősítés                     | Proity Zsombor (zongora) | 11.C                                |                                     |
| Könnyűzene - ének                                       | Arany minősítés                     | MKG Jazz Band: Pernecz Réka (ének) Szendrődy Csobán (szaxofon) Pataki András (gitár) Nagy László (basszusgitár) Szalay Szabolcs (zongora) Árok Attila (dob) | 11.A 11.C 12.D 9.B 10.C 12.A        |                                     |
|                                                         | Ezüst minősítés                     | Pernecz Réka | 11.A                                | Varga Zsuzsanna                     |
| Mozgókép és film                                        | Arany minősítés                     | Stamler Júlia | 12.B                                | Lengyel Zsüliett                    |
| Vers-próza                                              | Ezüst minősítés                     | Proity Luca | 11.A                                | Halvax Eszter                       |
| Komolyzene-kamara                                       | Ezüst minősítés                     | Fuvolatrió: Proity Luca Tóth Leona Tóth Szeréna | 11.A 9.NY                           |                                     |
| Képzőművészet                                           | Bronz minősítés                     | Vajda Emlília | 12.B                                | Lengyel Zsüliett                    |
| Színjátszás                                             | Bronz minősítés                     | Diákszínpad |                                     | Halvax Eszter Szekeres Attila       |

| Versenyeredmények, 2012–2013. tanév       | Versenyeredmények, 2012–2013. tanév | Versenyeredmények, 2012–2013. tanév | Versenyeredmények, 2012–2013. tanév | Versenyeredmények, 2012–2013. tanév |
| Verseny                                   | Eredmény                            | Név                                 | Osztály                             | Felkészítő tanár                    |
| ----------------------------------------- | ----------------------------------- | ----------------------------------- | ----------------------------------- | ----------------------------------- |
| KöMaL "B"                                 | Országos 19. hely                   | Németh Noémi                        | 12.C                                | Bödör Márta                         |
| OKTV                                      |                                     |                                     |                                     |                                     |
| Biológia                                  | Döntőbe jutott, 43. hely            | Horváth Máté                        | 12.A                                | Fejes Anikó                         |
|                                           | Második fordulóba jutott.           | Hegyi Virág Debóra                  | 11.C                                | Fejes Anikó                         |
| Matematika                                | Második fordulóba jutott.           | Németh Noémi                        | 12.C                                | Bödör Márta                         |
|                                           | Második fordulóba jutott.           | Gergye Árpád                        | 11.C                                | Bödör Márta Göncz Attila            |
| Fizika                                    | Második fordulóba jutott.           | Gergye Árpád                        | 11.C                                | Németh László                       |
| Rajz és vizuális kultúra                  | Második fordulóba jutott.           | Vajda Emília                        | 11.B                                | Lengyel Zsüliett                    |
| Kitaibel Pál Biológiaverseny              | Országos 4. hely                    | Szalay Eszter                       | 10.C                                | Fejes Anikó                         |
| Ránki György Regionális Történelemverseny | 1. hely                             | Bek Gergő                           | 11.D                                | Szekeres Attila                     |
| Diákolimpia                               |                                     |                                     |                                     |                                     |
| Atlétika és Mezei futás                   | Döntőbe jutott.                     | Molnár Enikő                        | 11.C                                | Erdei Barnabás                      |
|                                           | Döntőbe jutott.                     | Bujdosó Ferenc                      | 10.B                                | Lehel László                        |
| Tájékozódási futás                        | Döntőbe jutott.                     | Schmal Petra                        | 9.C                                 |                                     |
| Sakk                                      | Döntőbe jutott.                     | Haszon Kamilla                      | 9.B                                 |                                     |

| Versenyeredmények, 2011–2012. tanév       | Versenyeredmények, 2011–2012. tanév      | Versenyeredmények, 2011–2012. tanév     | Versenyeredmények, 2011–2012. tanév | Versenyeredmények, 2011–2012. tanév        |
| Verseny                                   | Eredmény                                 | Név                                     | Osztály                             | Felkészítő tanár                           |
| ----------------------------------------- | ---------------------------------------- | --------------------------------------- | ----------------------------------- | ------------------------------------------ |
| Helikon                                   |                                          |                                         |                                     |                                            |
| Fuvola trió                               | Arany minősítés                          | Proity Luca Tóth Leona Szendrődy Iringó | 9.A 9.A 11.A                        | Varga Zsuzsanna                            |
| Ének                                      | Ezüst minősítés                          | Schranc Álmos                           | 11.C                                | Varga Zsuzsanna                            |
| Zongora négykezes                         | Ezüst minősítés                          | Kasztl Kinga Vajda Emília               | 10.B 10.B                           | Varga Zsuzsanna                            |
| Népdaléneklés                             | Ezüst minősítés                          | Huber Éva                               | 10.B                                | Varga Zsuzsanna                            |
| Képzőművészet                             | Bronz minősítés                          | Takács Márk Ádám                        | 12.B                                | Lengyel Zsüliett                           |
| Színművészet                              | Bronz minősítés                          | Diákszínpad                             |                                     | Halvax Eszter Sári Dénesné Szekeres Attila |
| XXI. Természet-Tudomány Diákpályázat      | 3. hely                                  | Máté Bence                              | 10.C                                | Zentai Ildikó                              |
| Nemes Tihamér Informatikaverseny          | Megyei fordulóba jutott.                 | Kovács Mihály                           | 10.C                                | Kasztl Rozália                             |
|                                           | Megyei fordulóba jutott                  | Ölbei Árpád                             | 10.C                                | Kasztl Rozália                             |
| Irinyi János Kémiaverseny                 | Megyei 3. hely                           | Hegyi Virág Debóra                      | 10.C                                | Feketéné Györe Szilvia                     |
|                                           | Megyei 4. hely                           | Szabó Edina Debóra                      | 10.C                                | Feketéné Györe Szilvia                     |
|                                           | Megyei 5. hely                           | Máté Bence                              | 10.C                                | Feketéné Györe Szilvia                     |
| Szép Magyar Beszéd Verseny                | Megyei 2. hely, országos döntőbe jutott. | Tóth Borbála                            | 12.B                                | Halvax Eszter                              |
|                                           | Megyei 6. hely                           | Szendrődy Iringó                        | 11.A                                | Halvax Eszter                              |
| OKTV                                      |                                          |                                         |                                     |                                            |
| Matematika                                | Második fordulóba jutott.                | Németh Noémi                            | 11.C                                | Bödör Márta                                |
| Ránki György regionális történelemverseny | 4. hely                                  | Bek Gergő Krisztián                     | 10.D                                | Szekeres Attila                            |

| Versenyeredmények, 2010–2011. tanév                   | Versenyeredmények, 2010–2011. tanév       | Versenyeredmények, 2010–2011. tanév                       | Versenyeredmények, 2010–2011. tanév | Versenyeredmények, 2010–2011. tanév |
| Verseny                                               | Eredmény                                  | Név                                                       | Osztály                             | Felkészítő tanár                    |
| ----------------------------------------------------- | ----------------------------------------- | --------------------------------------------------------- | ----------------------------------- | ----------------------------------- |
| Irinyi János Középiskolai Kémiaverseny                | Országos 10. hely                         | Hegyi Virág Debóra                                        | 9.C                                 | Feketéné Györe Szilvia              |
|                                                       | Országos 17. hely                         | Szabó Edina Debóra                                        | 9.C                                 | Feketéné Györe Szilvia              |
|                                                       | Megyei fordulóba jutott.                  | Kispéter Enikő                                            | 9.C                                 | Feketéné Györe Szilvia              |
| OKTV                                                  |                                           |                                                           |                                     |                                     |
| Kémia                                                 | Országos 17. hely                         | Horváth Enikő                                             | 12.C                                | Feketéné Györe Szilvia              |
|                                                       | Második fordulóba jutott.                 | Sinka Dorina                                              | 12.C                                |                                     |
| Magyar irodalom                                       | Országos 19. hely                         | Stamler Ábel                                              | 12.B                                | Kereskai Zita, Halvax Eszter        |
| Földrajz                                              | Második fordulóba jutott.                 | Szabados Ágnes                                            | 12.A                                | Zentai Ildikó                       |
| Történelem                                            | Második fordulóba jutott.                 | Szabados Ágnes                                            | 12.A                                | Babina Edit Szekeres Attila         |
| Fodor József Regionális Biológiaverseny               | 6. hely                                   | Horváth Enikő                                             | 12.C                                | Fejes Anikó                         |
|                                                       | 12. hely                                  | Szabó Gergely                                             | 12.C                                | Fejes Anikó                         |
|                                                       | Döntőbe jutott.                           | Böröcz Attila                                             | 12.C                                | Fejes Anikó                         |
| Kazinczy verseny                                      | Megyei 1. hely, országos döntőbe jutott.  | Tóth Borbála                                              | 11.B                                | Halvax Eszter                       |
| Tabi Regionális Matematika Verseny                    | 4. hely                                   | Pintér Rozita Szendrődi Iringó Szendrődi Szecső           | 10.A 10.A 10.A                      | Kovács Balázs                       |
| Sport                                                 | Korosztályos asztalitenisz megyei bajnok. | Galambos Hédi                                             | 9.B                                 |                                     |
|                                                       | Korosztályos megyei sakkbajnok.           | Haszon Dávid                                              | 11.B                                |                                     |
| "VanBenneVitamin" komplex természettudományos verseny | Országos 9. hely                          | Hegyi Virág Debóra Járfás Fanni Kispéter Enikő Máté Bence | 9.C 9.C 9.C                         | Gőzse Attila                        |

| Versenyeredmények, 2009–2010. tanév          | Versenyeredmények, 2009–2010. tanév                                | Versenyeredmények, 2009–2010. tanév | Versenyeredmények, 2009–2010. tanév                                        | Versenyeredmények, 2009–2010. tanév |
| Verseny                                      | Eredmény                                                           | Név | Osztály                                                                    | Felkészítő tanár                    |
| -------------------------------------------- | ------------------------------------------------------------------ | --- | -------------------------------------------------------------------------- | ----------------------------------- |
| Fodor József biológiaverseny                 | 14. hely                                                           | Szabó Gergely | 11.C                                                                       | Fejes Anikó                         |
|                                              | 15. hely                                                           | Böröcz Attila | 11.C                                                                       | Fejes Anikó                         |
| Georgikon Tanulmányi Verseny                 | 8. hely                                                            | Kelemen Judit | 12.C                                                                       | Fejes Anikó                         |
|                                              | 15. hely                                                           | Fekete Ádám | 11.C                                                                       | Fejes Anikó                         |
| Hungaroton zeneirodalmi verseny              | 1. hely és arany minősítés                                         | Kasztl Kinga Koszics Fanni Molnár Enikő Tulezi Milla Vajda Emília Sinka Dániel | 9.E 9.E 9.C                                                                | Varga Zsuzsanna                     |
| Helikon                                      |                                                                    | |                                                                            |                                     |
| Könnyűzenei éneklés                          | Ezüst minősítés                                                    | Szabó Eszter | 12.B                                                                       | Varga Zsuzsanna                     |
| Négykezes zongorajáték                       | Bronz minősítés                                                    | Kasztl Kinga Vajda Emília | 9.E                                                                        | Varga Zsuzsanna                     |
| Hangszerszóló                                | Bronz minősítés                                                    | Schranc Álmos | 9.C                                                                        | Varga Zsuzsanna                     |
| Népdaléneklés                                | Különdíj                                                           | Lábas Viktória | 12.B                                                                       | Varga Zsuzsanna                     |
| Média és film                                | Bronz minősítés                                                    | Bózsing György | 12.C                                                                       | Lengyel Zsüliett                    |
| Képzőművészet                                | Ezüst minősítés                                                    | Szilák Andrea | 11.A                                                                       | Lengyel Zsüliett                    |
| OKTV                                         |                                                                    | |                                                                            |                                     |
| Földrajz                                     | 9. hely                                                            | Frantal Gábor | 11.B                                                                       | Zentai Ildikó                       |
|                                              | A második fordulóba jutott.                                        | Szabados Ágnes | 11.A                                                                       | Zentai Ildikó                       |
| Kémia                                        | A második fordulóba jutott.                                        | Horváth Enikő | 11.C                                                                       | Feketéné Györe Szilvia              |
| Rajz és vizuális kultúra                     | 28. hely                                                           | Weisz Bianka | 12.D                                                                       | Lengyel Zsüliett                    |
| Radnóti Miklós esszéíró verseny              | 2. hely                                                            | Stamler Ábel | 11.B                                                                       | Kereskai Zita                       |
| Implom Helyesírási Verseny (megyei forduló)  | 5. hely                                                            | Gyurka Nikolett | 10.B                                                                       | Halvax Eszter                       |
|                                              | 8. hely                                                            | Kovács Evelyn | 10.A                                                                       | Mercz Klára                         |
| Kazinczy-verseny                             | Megyei 5. hely                                                     | Tóth Borbála | 10.B                                                                       | Halvax Eszter                       |
|                                              | Megyei 1. hely, országos döntőbe jutott.                           | Szabó Gergely | 12.C                                                                       | Halvax Eszter                       |
| Édes Anyanyelvünk nyelvhasználati verseny    | Megyei 4. hely                                                     | Tóth Borbála | 10.B                                                                       | Halvax Eszter                       |
|                                              | Megyei 5. hely                                                     | Schenk Natália | 11.A                                                                       | Kereskai Zita                       |
| Somogy megyei matematikaverseny              | Megyei 6. hely regionális egyéni 4. hely regionális csapat 1. hely | Kreka Ramon | 11.C                                                                       | Németh László                       |
| Arany Dániel Matematika Verseny              | A második fordulóba jutott.                                        | Németh Noémi | 9.C                                                                        | Bödör Márta                         |
|                                              | A második fordulóba jutott.                                        | Walther Thomas | 10.C                                                                       | Németh László                       |
| Rubik-kocka verseny                          | Örökranglistás 62. hely                                            | Iván Jonatán | 9.C                                                                        |                                     |
| Jogtörténeti és művelődéstörténeti vetélkedő | 3. hely                                                            | Szabados Ágnes | 11.A                                                                       | Szekeres Attila                     |
|                                              | 5. hely                                                            | Stamler Ábel | 11.B                                                                       | Szekeres Attila                     |
| Ránki György történelemverseny               | Megyei 1. hely, országos döntőbe jutott                            | Hocza Katalin | 11.B                                                                       | Gőzse Attila                        |
|                                              | Megyei 4. hely                                                     | Stamler Ábel | 11.B                                                                       | Gőzse Attila                        |
|                                              | Megyei 5. hely                                                     | Zsinkai Leó | 11.B                                                                       | Gőzse Attila                        |
| Ókortörténeti verseny                        | 16. hely                                                           | Bukovics Babett Haszon Dávid Schváb István | 10.B                                                                       | Szekeres Attila                     |
| Széchenyi verseny                            | Regionális 5. hely                                                 | Mándli Marinetta Kelemen Judit Papp Gergő Zsinkai Leó | 12.C 12.C 11.B 11.B                                                        | Gőzse Attila                        |
| Sport                                        | Asztalitenisz - a Somogy Megyei Diákolimpia megyei bajnoka.        | Mikulcza Mátyás | 9.C                                                                        |                                     |
|                                              | Teremlabdarúgó kupa 1. hely Országos Diákolimpia 15. hely          | Átó Petra Balogh Júlia Bende Claudia Benes Noémi Horváth Enikő Király Julietta Kovács Vivien Lóth Viktória Mátis Veronika Mátyás Noémi Ország Ramóna Papp Adrienn Pflantzer Anita Szabados Ágnes Szamosi Éva Török Henrietta Kinga | 11.C 11.B 9.E 12.A 11.C 12.C 11.B 11.C 9.C 11.B 9.B 12.D 9.A 11.A 11.C 9.E | Lehel László                        |
|                                              | Karate országos bajnokság 1. hely                                  | Karmacsi Fanni | 10.A                                                                       |                                     |
|                                              | Tenisz diákolimpia országos döntőjében párosban 1. hely.           | Átó Petra Vanya Nikoletta | 11.C 11.B                                                                  |                                     |
|                                              | Tenisz diákolimpia országos döntőjében párosban 2. hely.           | Hankó Gréta Szabó Kitti | 9.E 11.A                                                                   |                                     |

| Versenyeredmények, 2008–2009. tanév           | Versenyeredmények, 2008–2009. tanév                            | Versenyeredmények, 2008–2009. tanév | Versenyeredmények, 2008–2009. tanév | Versenyeredmények, 2008–2009. tanév |
| Verseny                                       | Eredmény                                                       | Név                                 | Osztály                             | Felkészítő tanár                    |
| --------------------------------------------- | -------------------------------------------------------------- | ----------------------------------- | ----------------------------------- | ----------------------------------- |
| OKTV                                          |                                                                |                                     |                                     |                                     |
| Biológia                                      | Második fordulóba jutott.                                      | Gáspár Eszter                       | 12.B                                | Fejes Anikó                         |
| Fizika                                        | 20. hely                                                       | Iván Dávid                          | 12.C                                | Németh László, Szabados Béláné      |
| Földrajz                                      | 24. hely                                                       | Németh Viktor                       | 11.A                                | Zentai Ildikó                       |
| Informatika                                   | Második fordulóba jutott.                                      | Hocza József                        | 12.C                                | Kasztl Rozália                      |
|                                               | Második fordulóba jutott.                                      | Király Ákos                         | 12.C                                | Kasztl Rozália                      |
| Matematika                                    | Második fordulóba jutott.                                      | Iván Dávid                          | 12.C                                | Bödör Márta                         |
|                                               | Második fordulóba jutott.                                      | Tóth Áron                           | 12.C                                | Bödör Márta                         |
| Dunakanyar népművészeti verseny               | Arany minősítés                                                | Lábas Viktória                      | 11.B                                | Varga Zsuzsanna                     |
| Regionális népdaléneklési és népzenei verseny | Arany minősítés                                                | Lábas Viktória                      | 11.B                                | Varga Zsuzsanna                     |
|                                               | Arany minősítés                                                | Buzsáki Angelika                    | 10.A                                | Varga Zsuzsanna                     |
| KÖMAL feladatmegoldó verseny                  | 2. hely                                                        | Iván Dávid                          | 12.C                                | Németh László, Szabados Béláné      |
| 2008. évi Eötvös fizikaverseny                | Dicséret (6-10. hely)                                          | Iván Dávid                          | 12.C                                | Németh László, Szabados Béláné      |
| Nemes Tihamér Informatika Verseny             | Megyei 2. hely, Országos 68. hely                              | Balázs Barnabás                     | 10.C                                | Kasztl Rozália                      |
|                                               | Megyei 4. hely, Országos 24. hely                              | Kackstädter Péter                   | 10.C                                | Kasztl Rozália                      |
| Irinyi János Középiskolai Kémiaverseny        | Megyei döntőbe jutott.                                         | Málik Péter                         | 9.C                                 | Feketéné Györe Szilvia              |
|                                               | Megyei döntőbe jutott.                                         | Szabó Gergely                       | 10.C                                | Feketéné Györe Szilvia              |
|                                               | Országos döntőbe jutott.                                       | Horváth Enikő                       | 10.C                                | Feketéné Györe Szilvia              |
| Implom József Helyesírási Verseny             | Megyei 6. hely                                                 | Gyurka Nikolett                     | 9.B                                 | Halvax Eszter                       |
| Szép Magyar Beszéd Verseny                    | Megyei 1. hely, Országos 6. hely, Kazinczy-érem                | Kiss Judit                          | 12.B                                | Halvax Eszter                       |
| Regionális Matematikaverseny                  | 5. hely 6. hely Megyei csapatban az országos döntőbe jutottak. | Iván Dávid Tóth Áron                | 12.C                                | Bödör Márta                         |

## Híres diákok
- Baricz Katalin fotóművész
- Molnár Csilla szépségkirálynő
- Lábas Viktória énekes (Margaret Island)
- Ballér Bianka színésznő

## Érdekességek az iskola történetében
Az iskola egyik nevezetessége volt az Ifjúsági Termelőszövetkezet, melyet Göndöcz István alapított 1961-ben. A szövetkezet a fonyódi Spiegel-dombon lévő szőlőültetvényeket gondozta, a szőlő eladásából származó jövedelmet pedig iskolai kirándulások szervezésére fordították.
Az országban elsők között kezdődött meg itt az informatikaoktatás 1980-ban, valamint uszoda és futófolyosó (1982) is létesült az intézményben.
A régi iskolaköpenyek és „Karikás-kitűzők” már ugyan eltűntek, de a mai diákságnak is van egyenruhája, aminek viselését az iskolai házirend ünnepnapokra írja elő. Ez a szokásos fekete szoknyán/nadrágon és fehér blúzon/ingen kívül az iskola emblémájával díszített sál, illetve nyakkendő viselését jelenti.

## Diákcserék
- Bamberg, Németország (1982 óta)
- Nagyvárad, Románia (Erdély; 1990)
- Jelesnia, Lengyelország (2005)
- Svédország (2007)
- Törökország (2008)
- Wales (2009)
- Smyadovo, Bulgária (2012)
- Oss, Hollandia (2012)

## Nyelvoktatás
Az iskolában a diákok a következő nyelveket tanulhatják:
- brit angol (kötelező)
- német (második, választható nyelv)
- spanyol (második, választható nyelv)

Ezenkívül a tanulóknak magánórák keretében  orosz nyelvtanulásra is lehetőségük van.

## Vizsgalehetőségek
Az érettségi vizsgákon kívül az iskolában lehetőség van ECDL-vizsgára (European Computer Driving Licence) is. 2000. december 1-jén vált a gimnázium akkreditált ECDL-vizsgaközponttá, azóta az iskolai fakultációkon is lehetőség van a vizsgázásra.